# Saint-Clair-sur-Epte
 Saint-Clair-sur-Epte  es una población y comuna francesa, en la región de Isla de Francia, departamento de Valle del Oise, en el distrito de Pontoise y cantón de Magny-en-Vexin.

## Demografía
| 521 | 495 | 479 | 601 | 782 | 801 |
| Para los censos de 1962 a 1999 la población legal corresponde a la población sin duplicidades (Fuente: INSEE [Consultar]) |     |     |     |     |     |

## Historia
En esta localidad se firmó un tratado el año 911 entre el rey Carlos III y el jefe vikingo Hrolf Ganger por el que prácticamente se cede Neustria a estos últimos.